# Marie-Louise Dubreil-Jacotin
  Marie-Louise Dubreil-Jacotin    (17è districte de París, 7 de juliol de 1905 - 16è districte de París, 19 d'octubre de 1972) va ser una matemàtica francesa.

## Vida i Obra
Des de la seva infància, tots els seus estre va assenyalar la seva aptitud i facilitat per les matemàtiques. El seu pare v aconseguir fer-la entrar al Lycée Jules-Ferry, on va acabar el batxillerat el 1923. Després de ser admesa (de forma extraordinària, ha que no acceptaven dones) al Liceu Chaptal per a preparar-se per a l'ingrés a les Grandes Écoles, el seu pare va emmalaltir i morir, fet que va retrasar el seu ingrés a l'École Normale Supérieure fins al 1926. Ingrés que també va ser polèmic ja que havent obtingut la segona millor nota, va ser retrasada fins al lloc 21é per a que no podés obtenir beca completa. Va ser amb la campanya del periodista Fernand Hauser i l'ajut del polític progresista Édouard Herriot, ministre del govern, que va aconseguir veure restaurats els seus drets. Es va graduar el 1929 i va obtenir el doctorat a la universitat de París el 1934.
El curs posterior a la seva graduació, 1929-1930, va estar a la universitat d'Oslo, estudiant amb Vilhelm Bjerknes les oscil·lacions atmosfèriques. En retornar el 1930 es va casar amb l'algebrista Paul Dubreil, amb qui van estar fent estudis de post-grau a Alemanya, on va rebre la forta influència d'Emmy Noether. Després de ser professora ajudant a les universitats de Rennes i de Lió, el 1943 va ser nomenada professora titular a la universitat de Poitiers on va romandre fins al 1956, quan va obtenir una plaça docent permanent a la universitat de París.
Els seus primers treballs científics versen sobre mecànica de fluids, amb l'estudi de certs problemes de moviments rotatoris i l'estudi de les ones en fluids homogenis o heterogenis. A partir de la seva estança a Poitiers, es va interessar per l'àlgebra i va treballar, conjuntament amb el seu marit, en la teoria dels semigrups i en l'estudi de les estructures algebraiques ordenades. D'entre les sevs nombroses publicacions, al ressenyar l'article, publicat el 1948 dins del llibre Les grands courants de la pensée mathématique, titulat Figures de Mathématiciennes, on explica magistralment la vida i l'obra d'unes quantes dones matemàtiques que han deixat petjada en la història de la disciplina.